# محمد شامي
محمد شامي أحمد (مواليد 3 أيلول 1990)، هو لاعب كريكيت هندي دولي يلعب لفريق الكريكيت الوطني الهندي. وهو لاعب كرة سريعة أيمن اليد، تمتاز كراته بالسرعة حيث تتراوح ما بين 140 إلى 145 كم/ساعة (87 إلى 90 ميلًا في الساعة) ، ويتأرجح ويلتحم في هذه الوتيرة مما يجعله لاعبًا سريعًا مخادعًا قويًا. وهو معروف أيضًا باختصاصي التأرجح العكسي. ظهر لأول مرة في المباراة الدولية ذات اليوم (ODI) ضد باكستان في كانون الثاني 2013 حيث رمى رقمًا قياسيًّا بأربع مرات. واختار اللعب بخمس كرات ويكيت في أول ظهور تجريبي له ضد جزر الهند الغربية في تشرين الثاني 2013.  وفي 23 كانون الثاني (يناير) 2019، أصبح أسرع لاعب رمي هندي يأخذ 100 ويكيت في المباراة الدولية ذات اليوم (ODI). وفي 22 حزيران 2019 ، حصل شامي على ثلاثية ضد أفغانستان في كأس العالم 2019 حيث مكَّن الهند من الفوز والحصول على الرقم القياسي 50 بكأس العالم، وأصبح شامي رابع لاعب كريكيت هندي يفعل ذلك في مباراة يوم الكريكيت بعد تشيتان شارما، وكابيل ديف، وكولديب ياداف.